# Tour de Chiloé
Ne doit pas être confondu avec Vuelta por un Chile Líder ou Tour du Chili.
Le Tour de Chiloé (en espagnol : Vuelta Ciclista a Chiloe) est une course cycliste par étapes disputée au Chili dans la province de Chiloé. Créé en 2016, il s'est ouvert aux professionnels en 2019. Il intègre l'UCI America Tour la même année, en catégorie 2.2. 
Les éditions 2020 et 2021 sont annulées en raison de la pandémie de Covid-19 et de ses conséquences en matière d'organisation,.

## Palmarès
| Année | Vainqueur                   | Deuxième         | Troisième          |                  |
| ----- | --------------------------- | ---------------- | ------------------ | ---------------- |
| 2016  | Germán Bustamante           | Sebastián Reyes  | Martín Westermeyer |                  |
| 2017  | José Luis Rodríguez Aguilar | Antonio Cabrera  | Edison Bravo       |                  |
| 2018  | Matías Arriagada            | Gastón Javier    | Adrián Alvarado    |                  |
| 2019  | Óscar Sevilla               | Pablo Alarcón    | Fabio Duarte       |                  |
| 2020  | annulé/abandonné            | annulé/abandonné | annulé/abandonné   | annulé/abandonné |
| 2021  |                             |                  |                    |                  |